# Superheld

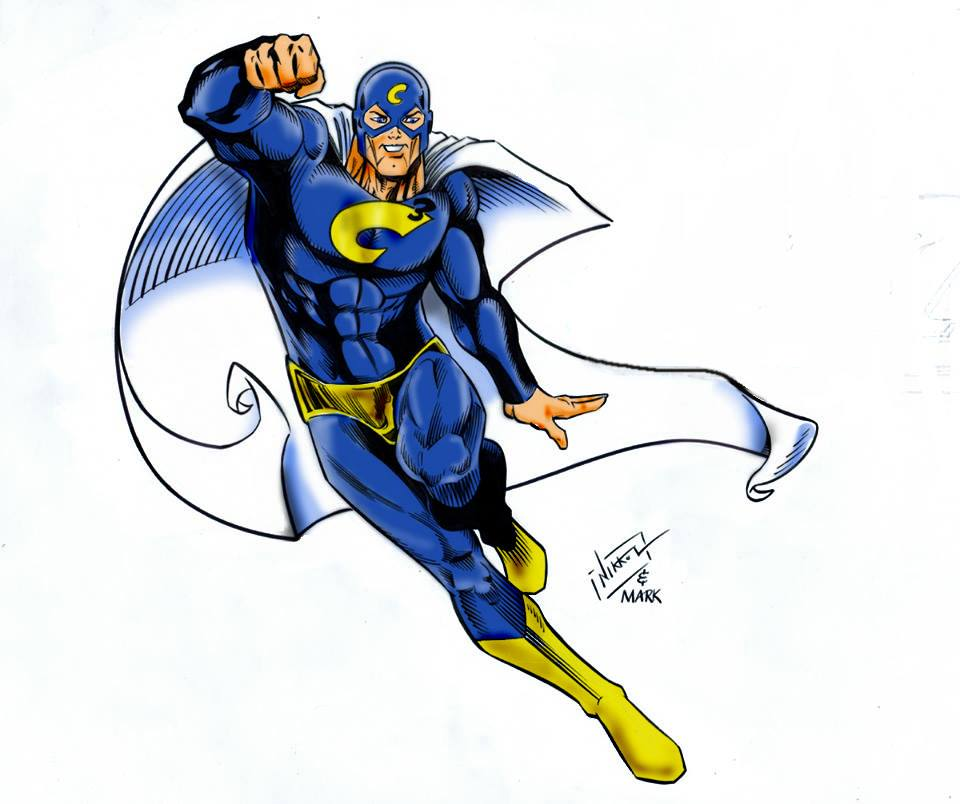
De Connecticut ComiCONN's superheldenmascotte

Een superheld is een personage dat veel voorkomt in strips, films en televisieseries. Het gaat dan om een held met superkrachten of andere bijzondere eigenschappen en mogelijkheden, zoals expertise in vechtsport en/of technologische snufjes.

## Karakteristieken van een superheld

### Vaste kenmerken
Hoewel superhelden sterk van elkaar verschillen, delen ze bijna allemaal een aantal kenmerken en karakteristieken:
- Bovenmenselijke krachten en mogelijkheden, experts in bepaalde technieken en/of de beschikking over geavanceerde apparatuur. Hoewel de krachten van superhelden sterk variëren, zijn een enorme spierkracht, de mogelijkheid om te vliegen en bepaalde versterkte zintuigen de meest voorkomende superkrachten. Sommige superhelden, zoals Batman en Iron Man, bezitten niet over superkrachten maar zijn in plaats daarvan meesters in vechtsporten en beschikken over geavanceerde wapens en technische snufjes.
- Een sterke morele code, waaronder de bereidheid hun eigen leven op het spel te zetten om anderen te beschermen zonder er iets voor terug te verwachten.
- Een speciale motivatie voor hun daden, zoals een gevoel van verantwoordelijkheid (Superman), een sterk gevoel voor gerechtigheid (Batman) of een persoonlijke vete tegen een of meer criminelen.
- Een geheime identiteit. Superhelden werken over het algemeen onder een andere naam en identiteit om te voorkomen dat hun vrienden en familie doelwit worden van hun vijanden.
- Een kenmerkend kostuum.
- Een onderliggend motief dat hun naam, kleding en persoonlijke kenmerken onderstreept (bijvoorbeeld: Batman is geheel gebaseerd op een vleermuis. Al zijn wapens en voertuigen hebben dan ook het woord "Bat" in de naam).
- Een vast wapen, kenmerkend voor die superheld (zoals Captain America's schild of Thors hamer Mjölnir).
- Een ondersteunende cast van steeds terugkerende personages, waaronder de familie van de held, zijn vrienden, medewerkers en vaste vijanden.
- Een aartsvijand die vaak duidelijk losstaat van de andere vijanden van de superheld.
- Een geheim hoofdkwartier of geheime basis.
- Een oorsprongsverhaal dat verklaart hoe de held zijn speciale gaven verkreeg en een verklaring geeft voor zijn motieven om een held te worden. Veel van dit soort verhalen bevatten elementen van tragische gebeurtenissen of bizarre ongelukken, hoewel er ook superhelden zijn die geboren worden met hun krachten.

De meeste superhelden werken alleen, maar er bestaan ook superheldenteams. Sommige daarvan bestaan geheel uit leden met dezelfde oorsprong, zoals de Fantastic Four (alle vier de leden verkregen hun krachten door een ongeluk in de ruimte) en de X-Men (alle leden zijn mutanten). Andere teams, zoals Justice League en The Avengers bestaan uit enkele beroemde helden die elk hun eigen oorsprong hebben.
Veel superhelden uit de jaren 40 van de 20e eeuw hadden een jonger hulpje, in het Engels een "sidekick" genoemd. Een beroemde sidekick is Robin, de helper van Batman. Dit komt tegenwoordig minder vaak voor.

### Kenmerkend kostuum

Spider-Man en Captain America

De kledij is het handelsmerk van superhelden. Ze maken hen herkenbaar voor het publiek. De kleding sluit vaak aan bij de naam en het thema van de held. Zo is Daredevils kledij gebaseerd op een rode duivel. Het materiaal waarvan een superheldenkostuum gemaakt is, wordt bijna nooit onthuld. Vaste kenmerken zijn:
- Een masker. Vooral superhelden die onder een geheime identiteit werken, voorzien zich vaak van een masker. De maskers variëren van het zogenaamde dominomasker (een klein maskertje rond de ogen) tot maskers die het gehele gezicht bedekken (zoals Spider-Mans masker). Het meest voorkomende type masker bedekt de gehele bovenkant van het gezicht, maar laat de onderkant zichtbaar (zoals bij Batman).
- Een symbool. Vaak een letter of icoon, dikwijls op de borst. Een voorbeeld hiervan is Supermans "S".
- Al dan niet een cape. Omdat de twee bekendste superhelden, Batman en Superman, beiden een cape dragen, wordt een cape vaak als een standaardonderdeel van superheldenkledij beschouwd. Toch zijn er meer helden die geen cape dragen dan helden die er wel een hebben. In de Disney- en Pixarfilm The Incredibles wordt op een spottende manier duidelijk gemaakt hoe "gevaarlijk" een cape kan zijn voor een superheld. Zo werd de cape van de superheldin Stratogale in een vliegtuigmotor gezogen terwijl zij aan het vliegen was, waardoor zij er ook zelf in werd gezogen.
- Hoewel de meeste superheldenkleding puur bedoeld is als handelsmerk en om de identiteit van de held verborgen te houden, hebben sommige kledingstukken ook onderdelen met extra functies. Batmans kledij bevat een speciale gordel waar zijn meeste gadgets in zitten en het pak van Iron Man is geheel een wapen.

### Afwijkende kenmerken
Hoewel de meeste superhelden aan bovengenoemde beschrijvingen voldoen, zijn er ook een hoop die hiervan afwijken:
- Wolverine: in tegenstelling tot veel andere helden deinst Wolverine er niet voor terug om zijn tegenstanders te doden. Hij behoort dan ook tot een onderklasse van de antihelden: helden die vaak gewelddadiger zijn dan de klassieke superhelden.
- Sommige superhelden hebben nooit een geheime identiteit aangenomen. Voorbeelden zijn de Fantastic Four. Andere helden die ooit wel een geheime identiteit hadden, hebben zichzelf later bekendgemaakt.
- Sommige helden zijn bedacht door de overheid om hun land te beschermen.
- The Incredible Hulk wordt vaak een superheld genoemd, maar hij heeft zijn agressie niet onder controle en richt vaak grote verwoestingen aan. Als gevolg daarvan is hij vaak het doelwit van het leger en andere superhelden.
- De identiteit van sommige helden is gebruikt door meerdere personen. Vaak gebeurt dit wanneer iemand anders de rol van de originele held (tijdelijk) overneemt.
- Niet alle superhelden zijn daadwerkelijk helden: Thor en Hercules (zowel de Marvelversie als de DC-versie) zijn eigenlijk goden die doorgaan voor superhelden. Spawn en Ghost Rider zijn demonen die om persoonlijke redenen aan de goede kant vechten.
- Sommige personages balanceren constant op de grens tussen held en schurk door een tijdelijke of permanente karakterverandering of door een complexe morele code. Voorbeelden zijn Juggernaut, Magneto en Catwoman.
- Omdat de superheld inmiddels een wijdverspreid en algemeen bekend fenomeen is, bestaan er vele parodieën op.

## Classificatie
Superhelden zijn op verschillende manieren te classificeren, zoals naar hun oorsprong of naar hun krachten. In superheld-role-playinggames, zoals "Champions" en "Mutants and Masterminds", worden superhelden onderverdeeld in verschillende categorieën, gebaseerd op hun krachten en vaardigheden. Deze subtypen worden ook vaak toegepast op de superhelden in strips.
- Supermanarchetype: tot deze categorie behoren superhelden die zijn gebaseerd op Superman. Dat kunnen helden zijn met dezelfde superkrachten als hij (ijsadem, laserogen, vliegen, enorme kracht en uithoudingsvermogen), maar ook helden die net als hij een van de eerste superhelden in hun wereld waren en daarmee de basis legden voor andere superhelden.
- Martial Artist: de categorie van superhelden wier vaardigheden meer menselijk dan bovenmenselijk zijn, maar die meesters zijn in vechtsporten. De meeste helden in deze categorie hebben geen of bijna geen superkrachten, maar zijn enorm atletisch en getraind, zoals Batman en Daredevil.
- Brick/Tank: een personage met bovenmenselijke spierkracht en uithoudingsvermogen, vaak overdreven groot en zwaar gespierd, zoals de Hulk, Juggernaut en Thing.
- Blaster: een held wiens voornaamste kracht een aanval van op afstand is, zoals een energiestraal (voorbeelden: Cyclops en Starfire). Deze categorie is onder te verdelen in:
  - Elementalist: een held die bepaalde natuurelementen of andere natuurkrachten beheerst, zoals Storm.
  - Mage: een held die bedreven is in het gebruik van magie of het bovennatuurlijke, zoals Dr. Strange.
  - Marksman: een held die projectielwapens zoals een vuurwapen of een pijl-en-boog gebruikt. Ook werpmessen behoren tot de wapens in deze categorie. Voorbeelden zijn Punisher, Green Arrow en Hawkeye.
- Gadgeteer: een held die gebruikmaakt van bijzondere technische snufjes en apparatuur die hem superkrachten geven. Deze categorie is onder te verdelen in:
  - Armoured Hero: een gadgeteer wiens krachten afkomstig zijn van een speciaal pantser of kostuum. Voorbeeld: Iron Man.
  - Dominus: een held die een enorme robot (vaak Mecha genoemd) tot zijn beschikking heeft. Dit is vooral een kenmerk van veel Japanse superhelden en sciencefictionverhalen. Voorbeelden zijn Super Sentai en het ervan afgeleide Power Rangers, en Megas XLR.
  - Metal Hero: een variant op de armoured hero. Deze lijken vaak op cyborgs of androïden.
- Speedster: een held die beschikt over een bovenmenselijke snelheid en reflexen. Voorbeelden zijn DC's Flash en Marvels Quicksilver.
- Mentalist: een held die beschikt over psychische of telekinetische krachten. Veel helden met deze eigenschap zijn lichamelijk niet zo sterk of imponerend. Voorbeelden zijn Professor X en Jean Grey.
- Shapeshifter: een held die zijn eigen lichaam kan manipuleren en daardoor veel verschillende vormen kan aannemen. Dit kan zowel inhouden dat de held in kwestie zijn lichaam tot verschillende vormen kan uitrekken of inkrimpen (zoals Mr. Fantastic) of een geheel ander uiterlijk kan aannemen (zoals Mystique).
  - Size changer: een speciale groep binnen de Shapeshiftercategorie. Dit zijn helden die hun lichaam kunnen opblazen tot enorme afmetingen of hun lichaam juist heel klein kunnen maken. Voorbeelden zijn Henry Pym en Colossal Boy.
- Henshin-held: een type superheld dat vooral populair is in Japanse series en strips. Deze helden kunnen (al dan niet met behulp van een speciaal apparaat of voorwerp) transformeren van hun menselijke gedaante naar hun superheldgedaante. In tegenstelling tot andere superhelden beschikken henshin-helden vaak alleen in hun getransformeerde vorm over superkrachten. Daarbuiten zijn ze niet sterker of minder kwetsbaar dan een gewoon mens. Bekende voorbeelden zijn Super Sentai (uit Power Rangers) en Kamen Rider.
- Rider: een held die gebruikmaakt van een speciaal vervoermiddel dat hem (deels) zijn superkrachten geeft, zoals Silver Surfer.

Veel van deze categorieën overlappen elkaar bij een held.

## Geschiedenis

### Oorsprong van de naam
De term 'superheld' werd geïntroduceerd in 1938 met het uitkomen van Action Comics deel 1, de eerste Superman-strip, met "de man van staal" als allereerste superheld. Sindsdien is de term uitgegroeid tot een wereldwijd bekend fenomeen.

### Golden Age
Dit is de periode van 1938 tot kort na de Tweede Wereldoorlog. In de Golden Age kwam de ontwikkeling van superhelden op gang. Na Superman bedacht DC Batman, Wonder Woman, Hawkman, Green Lantern en het eerste superheldenteam Justice Society of America.
Hoewel DC Comics destijds de markt beheerste, begonnen ook kleinere bedrijfjes met hun eigen superheldenstrips. Marvel Comics (toen nog Timely Comics genaamd) bedacht onder andere de Human Torch (niet te verwarren met de Human Torch uit de Fantastic Four) en Namor the Sub-Mariner.
Tijdens de Tweede Wereldoorlog steeg de populariteit van superhelden explosief. Vanwege de dreiging van de oorlog was er behoefte aan simpele verhalen waarin het goede het kwaad overwon. Sommige nieuwe superhelden werden zelfs speciaal bedacht voor verhalen over de oorlog, zoals Captain America.
Na de oorlog nam de populariteit van superhelden af.

### Silver Age
In de jaren 50 begon DC Comics opnieuw strips over hun beroemdste helden uit te brengen, vaak met een nieuwe oorsprong om de verhalen bij een nieuw publiek te doen aanslaan. Ook werden er nieuwe superhelden bij bedacht die meer op die tijd gebaseerd waren. Dit was het begin van de Silver Age.
Marvel Comics reageerde op dit succes door zelf ook met nieuwe strips te komen. De Fantastic Four en Spider-Man zijn bekende voorbeelden van Silver Age Marvel-stripfiguren.
In de Silver Age deden superhelden hun intrede met kleine gebreken om ze een geloofwaardiger, menselijker karakter te geven. Stan Lee was de bedenker van veel van deze helden. Voorbeelden waren de X-Men, mutanten die ondanks dat ze de mensen beschermden door iedereen werden gehaat, en de Hulk. Ook werden de superhelden in deze periode steeds diverser qua uiterlijk en persoonlijkheid. Zo deden ze afstand van het standaardpostuur en de leeftijd die normaal gebruikelijk was voor helden. Tot de Silver Age waren de meeste superhelden blanke mannen van rond de 20 tot 30 jaar. In de Silver Age verschenen echter ook tieners die al helden waren en helden die tot een andere etnische groepering behoorden.

### Jaren 90
Marvel en DC werkten sinds de jaren 50 nog altijd met een op christelijke gronden gebaseerd Comic Approval, een soort kwaliteitsstempel voor fatsoenlijke stripverhalen zonder onzedelijkheid. Onder andere echtscheiding, seks, drugsgebruik en de juiste kant van de wet waren onderwerpen die aan strikte beperkende regels waren gebonden. Een kleine groep bekende tekenaars, op dat moment de populairste comictekenaars, ervoeren die censuur als een creatieve beperking, wilden niet langer voor Marvel en DC werken en startten hun eigen uitgeverij Image op. Mede onder invloed van de in de mode zijnde ultra-violencefilms van Quentin Tarantino werden de strips steeds gewelddadiger. Om de aandacht van de liefhebbers te behouden, kwamen de strips met steeds complexere verhalen rondom hun antihelden en vonden er zelfs cross-overs plaats tussen strips van verschillende bedrijven.
Veel fans vonden echter dat de kwaliteit van de strips achteruitging. Daarom deden veel striptekenaars afstand van de gewelddadige strip.
Verscheidene tekenaars deden pogingen om de klassieke superhelden weer terug te brengen. Aan het begin van 2000 waren de meeste klassieke superhelden weer teruggekeerd naar hun oorsprong.

## Superhelden wereldwijd
De Verenigde Staten is het land waar de meeste superhelden vandaan komen. Vooral Marvel Comics en DC zijn beroemd om hun superheldenstrips. Bijna alle bovengenoemde superhelden zijn uit de VS afkomstig. Toch zijn er genoeg andere landen met bekende superhelden.
Japan is na de VS het land met de meeste superhelden. Ze komen in veel Japanse manga's, animeseries en tokusatsu's voor. Japanse superhelden hebben vaak andere karakteristieken dan Amerikaanse. De meeste superhelden uit Japan dragen helmen in plaats van maskers. Verder hebben de meeste Japanse superhelden maar een korte loopbaan. Daar waar Amerikaanse bedrijven proberen dezelfde helden tientallen jaren populair te houden, wisselen Japanse bedrijven de helden regelmatig af (vaak om het jaar). Bovendien bevatten Japanse superheldenverhalen vaak meer geweld en complexere verhaallijnen dan Amerikaanse.
Britse superhelden begonnen met hun opmars in de Golden Age, toen de Amerikaanse strips ook in Groot-Brittannië aansloegen.

## Superhelden in films
Films met superhelden in de hoofdrol bestaan al sinds de jaren 40. De eerste Supermanfilm uit 1978 wordt gezien als de eerste moderne superheldenfilm. In 1989 verscheen de eerste Batman-film. Beide films kregen een reeks vervolgen. Deze werden echter minder gunstig beoordeeld en legden de productie van nieuwe superheldenfilms daarom tijdelijk stil.
Het succes van de film Blade uit 1998 zorgde ervoor dat filmmaatschappijen weer belangstelling kregen voor grote superheldenfilms. De toegenomen kwaliteit van de computeranimatietechniek maakte het ook steeds meer mogelijk om superhelden realistisch te doen overkomen in een film. Blockbusters zoals Spider-Man en X-Men betekenden het begin van een serie stripverfilmingen.